# Касас-де-Мільян
Касас-де-Мільян (ісп. Casas de Millán) — муніципалітет в Іспанії, у складі автономної спільноти Естремадура, у провінції Касерес. Населення — 691 особа (2010).
Муніципалітет розташований на відстані близько 230 км на захід від Мадрида, 38 км на північ від Касереса.

## Демографія
Динаміка населення (INE ):

## Галерея зображень

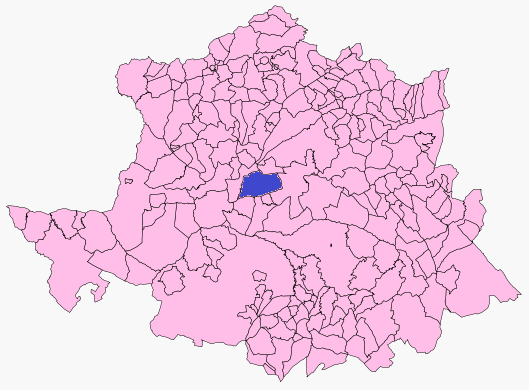
Розташування муніципалітету у провінції Касерес